# Premiile muzicale Radio România Actualități 2003
A treia ediție a premiilor muzicale Radio România Actualități a fost ținută pe 16 februarie 2003 în Sala Radio din București, având ca scop recunoașterea celor mai populari artiști români din anul 2002. A fost transmisă în direct pe stațiile Radio România Actualități și Radio România Internațional, difuzată pe postul TV Prima TV și prezentată de Bogdan Pavlică și Iulia Frățilă.

## Spectacole
| Artiști                    | Melodii |
| -------------------------- | ------- |
| Paula Seling               | „[[]]"  |
| Nicola                     | „[[]]"  |
| Blondy                     | „[[]]"  |
| Andra                      | „[[]]"  |
| Monica Anghel Marcel Pavel | „[[]]"  |
| O-Zone                     | „[[]]"  |
| 3 Sud Est                  | „[[]]"  |
| VH2                        | „[[]]"  |
| Proconsul                  | „[[]]"  |
| Iris                       | „[[]]"  |
| Nicu Alifantis Zan         | „[[]]"  |
| Tudor Gheorghe             | „[[]]"  |
| Tudor Chirilă              | „[[]]"  |

## Câștigători și nominalizați
| Artistul anului                                                                                      | Cel mai bun debut                                                                             |
| --- | --------------------------------------------------------------------------------------------- |
| - Ștefan Bănică Jr. - Iris - A.S.I.A.                                                                | - O-Zone - Jais - VH2                                                                         |
| Cel mai bun interpret pop                                                                            | Cea mai bună interpretă pop                                                                   |
| - Ștefan Bănică Jr. - Adrian Enache - Marcel Pavel                                                   | - Paula Seling - Nicola - Monica Anghel                                                       |
| Cel mai bun cântec pop                                                                               | Cel mai bun album pop                                                                         |
| - „Lângă mine” - Nicola - „O singură noapte” - Adrian Enache - „Poate tu, poate eu…” - Narcisa Suciu | - Te vreau lângă mine - Marcel Pavel - O singură noapte - Adrian Enache - Lângă mine - Nicola |
| Cel mai bun cântec pop-dance                                                                         | Cel mai bun grup pop-dance                                                                    |
| - „De dorul tău” - 3 Sud Est - „Luna de pe cer” - A.S.I.A. - „Despre tine” - O-Zone                  | - Blondy - Simplu - A.S.I.A.                                                                  |
| Cel mai bun interpret pop-rock                                                                       | Cel mai bun grup pop-rock                                                                     |
| - Bodo - - - \| valign="top"\| - Iris - VH2 - Vama Veche                                             |                                                                                               |
| Cel mai bun cântec pop-rock                                                                          | Cel mai bun album pop-rock                                                                    |
| - „Trece vremea” - VH2 - „Epilog” - Vama Veche - „Agentul 008” - Taxi                                | - Neuitatele femei - Nicu Alifantis & Zan - Greatest Hits - VH2 - Mătase albă - Iris          |
| Cel mai bun compozitor                                                                               | Cea mai rapidă ascensiune                                                                     |
| - Mihai Alexandru - Sandy Deac - Andrei Kerestely                                                    | - Andra - Hara - O-Zone                                                                       |
| Cel mai bun șlagăr lansat de Radio România Actualități                                               | Cel mai bun album latino                                                                      |
| - „Nu știu cum să-ți spun…” - Angel - „Te vrea numai pentru ea” - Desperado                          | - E altceva - Latin Express - Îmi place - Pepe - Sar scântei - Bosquito                       |
| Cel mai difuzat cântec la Radio România Actualități                                                  |                                                                                               |
| - „De mâine” - Voltaj - „Lângă mine” - Nicola - „Despre tine” - O-Zone                               |                                                                                               |

16. Premiul de excelență Tudor Gheorghe
17. Premiul special pentru cea mai bună concepție discografică “Am să mă întorc bărbat“ - Vama Veche /MediaPro Music
18. Premiul special pentru cea mai bună reprezentare a României la Euroviziune “Tell me why“ - Ionel Tudor/Andreea Andrei/ Monica Anghel & Marcel Pavel
1. ↑  Gabriela Scraba (3 februarie 2010). „Premiile muzicale Radio România Actualități 2003”. Radio România Actualități. Accesat în 15 iulie 2020.